# Рамбо, Альфред Никола
Альфре́д Никола́ Рамбо́ (фр. Alfred Nicolas Rambaud; 2 июля 1842, Безансон — 10 ноября 1905, Париж) — французский историк и государственный деятель.

## Биография
Окончил Высшую нормальную школу (1864). С 1881 года — профессор Сорбонны. В 1895—1903 годах — сенатор, в 1896—1898 годах — министр народного просвещения. Несколько раз направлялся с дипломатической миссией в Россию. Особое внимание уделял политической истории (главным образом Византии, России, Германии) и истории международных отношений.
Профессор истории в Кане, Нанси и Париже, в 1896—1898 годах — министр народного просвещения в кабинете Мелена. Иностранный член-корреспондент Императорской Санкт-Петербургской Академии наук (1876 год). Член Академии моральных и политических наук (1897).

## Научная деятельность
Сторонник сближения Франции с Россией, Рамбо свои основные работы посвятил истории России. Под совместной редакцией Э. Лависса и Рамбо вышел получивший широкую известность многотомный коллективный труд «Всеобщая история с IV столетия до нашего времени» (т. 1—12, 1893—1901, первые 8 томов вышли в русском переводе в 1897—1903 годах под тем же названием; последние тома французского издания опубликованы на русском языке под названием «История XIX века», т. 1—8, 1905—1907).

## Научные труды
- L’Empire grec au X siècle, 1870
- Rambaud A. Le monde byzantin: le sport et l'hippodrome à Constantinople // Revue des deux mondes. — Paris, 1871. — Т. XCIV. — P. 761—794. Архивировано 21 июля 2012 года.
- La Domination française en Allemagne; les Français sur le Rhin, 1873
- L’Allemagne sous Napoleon, 1874
- La Russie épique, 1876
- Français et Russes, Moscou et Sévastopol, 1876
- Histoire de la Russie depuis les origines jusqu'à l’année 1877, 1878
- Histoire de la civilisation française, 1885
- Expansion de l’Angleterre, 1885
- Histoire de la civilisation contemporaine en France, 1888
- Instructions données aux ambassadeurs, 1890
- Histoire générale du IV siècle jusqu'à nos jours, 12 vol., 1891—1900
- Russes et Prussiens, guerre de Sept Ans, 1895
- Jules Ferry, 1903

### Переводы на русский язык
- История Французской революции. 1789—1799. С 30-ю рисунками, в том числе полностраничными. / Пер. с фр. И. Назарова. — Киев-Харьков: Южно-Русское книгоиздательства Ф. А. Иогансона, 1898. — 312 с.[1]
- История XIX века (в 8 томах) на сайте «Руниверс»
- Рамбо А. Русские и пруссаки: История Семилетней войны = Russes et Prussiens, guerre de Sept Ans. — М.: Воениздат, 2004. — 303 с. — (Редкая книга). — ISBN 5-203-01929-0.